# المفجر
المفجر یک منطقهٔ مسکونی در قطر است که در شهرداری الشمال واقع شده‌است.